# Boqueixón
Boqueixón – gmina w Hiszpanii, w prowincji A Coruña, w Galicji, o powierzchni 73,18 km². W 2011 roku gmina liczyła 4417 mieszkańców.